# Movimiento Ámsterdam-Pleyel
El Movimiento Ámsterdam Pleyel (o Comité Ámsterdam-Pleyel) fue un movimiento pacifista de lucha contra la guerra y el fascismo, creado en 1933. 

## Historia
La iniciativa de este movimiento provino de dos escritores franceses: Henri Barbusse y Romain Rolland. El 27 de mayo de 1932 publicaron en el periódico comunista L'Humanité un llamamiento para la realización de un congreso contra la guerra. Este se celebró en Ámsterdam los días 27 y 28 de agosto de ese mismo año.
Los días 4 al 6 de junio del año siguiente, se reunió en la Sala Pleyel de París un congreso «contra el fascismo y la guerra», promovido también por Barbusse y Rolland. El cambio de nombre de un congreso a otro era significativo pues el de 1932 traducía el temor tradicional a la guerra imperialista y a la agresión imperialista a la URSS, mientras que el de 1933, celebrado pocos meses después del acceso de Hitler al poder en Alemania, ya se dirigía «contra el fascismo y la guerra». De estos dos congresos, el de Ámsterdam y el de París, surgió el «movimiento Ámsterdam-Pleyel», con la constitución en Francia de diversos comités locales, lo que suponía la primera movilización antifascista promovida por el Partido Comunista Francés (PCF).
El Movimiento agrupó a todos los partidos, organizaciones diversas y personalidades que se proclamaron pacifistas, movilizando a numerosos intelectuales de izquierda franceses (Paul Langevin, Albert Camus, Maria Valtat, etc.) y de otros países. 
Henri Barbusse fue su presidente. Barbusse, afiliado al PCF desde 1923, mantenía una relación directa con Stalin, por encima del PCF y de la Komintern. Stalin lo consideraba su Gorki francés y estaba al corriente de las actividades del movimiento. «La dirección comunista, en una operación al margen formal de sus partidos, situó por primera vez al fascismo como enemigo principal, lo asoció a la guerra e impulsó una incipiente movilización unitaria antifascista (hasta entonces solo antiimperialista), limitada al mundo intelectual y profesional».
El mayor éxito del movimiento fue la celebración el 14 de julio de 1935, el día de la fiesta nacional de Francia, de una gran manifestación antifascista en defensa de las libertades democráticas en la que participaron alrededor de cincuenta organizaciones políticas (SFIO, PCF y PR), sindicales (CGT, CGTU) y cívicas (diversos comités antifascistas, la Liga de Defensa de los Derechos del Hombre). Esta manifestación se considera como el acto fundacional del Frente Popular en Francia.